# Епархия Сан-Маркос-де-Арики
Епархия Сан-Маркос-де-Арики (лат. Dioecesis Sancti Marci Aricensis) — епархия Римско-Католической церкви. Епархия Сан-Маркос-де-Арики распространяет свою юрисдикцию на территотории провинций Арика и Паринакота. Епархия Сан-Маркос-де-Арики входит в митрополию Антофагасты. Кафедральным собором епархии Сан-Маркос-де-Арики является церковь Святого Марка в городе Арика.

## История
Впервые католические миссионеры из монашеского ордена доминиканцев прибыли в окрестности сегодняшнего города Арика в 1536 году в составе войска конкистадора Диего де Альмагро.
17 января 1959 года Римский папа Иоанн XXIII издал буллу Quibus a Deo, которой учредил территориальную прелатуру Арики, выделив её из епархии Икике.
29 августа 1986 года Римский папа Иоанн Павел II издал буллу Qua tenemur graviter, которой преобразовал территориальную прелатуру Арики в епархию.

## Ординарии епархии
- епископ Ramón Salas Valdés, S.J. (8.10.1963 — 15.05.1993)
- епископ Renato Hasche Sánchez, S.J. (15.05.1993 — † 24.04.2003)
- епископ Héctor Eduardo Vargas Bastidas, S.D.B. (25.11.2003 — 14.05.2013), назначен епископом Темуко
- епископ Moisés Carlos Atisha Contreras (с 21.11.2014)

## Источник
- Annuario Pontificio, Libreria Editrice Vaticana, Città del Vaticano, 2003, ISBN 88-209-7422-3
- Булла Quibus a Deo (лат.)
- Булла Qua tenemur graviter (лат.)